# El Palmar, Hidalgo
El Palmar är en ort i Mexiko.   Den ligger i kommunen Zimapán och delstaten Hidalgo, i den sydöstra delen av landet, 140 km norr om huvudstaden Mexico City. El Palmar ligger 1 906 meter över havet och antalet invånare är 134.
Terrängen runt El Palmar är huvudsakligen kuperad, men österut är den bergig. Runt El Palmar är det ganska tätbefolkat, med 116 invånare per kvadratkilometer. Närmaste större samhälle är Zimapan, 8,3 km nordväst om El Palmar. I omgivningarna runt El Palmar växer huvudsakligen savannskog.